# Tambja gabrielae
Espèce
Tambja gabrielae est une espèce de nudibranches de la famille Polyceridae.

## Distribution
Cette espèce se rencontre dans la zone tropicale occidentale pacifique. 

## Habitat
Son habitat correspond à la zone récifale sur les pentes externes.

## Description

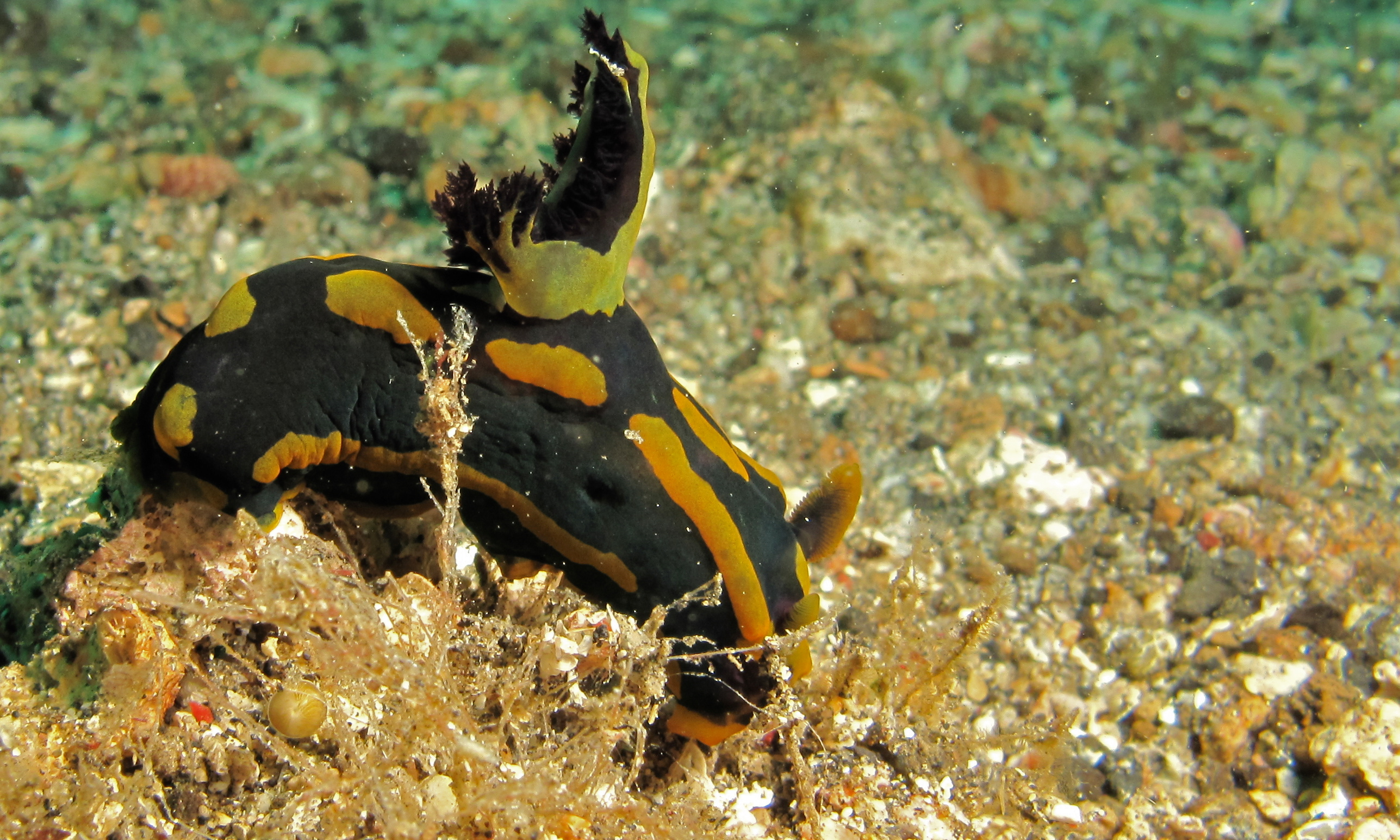
Tambja gabrielae (Sulawesi, Indonésie).

Cette espèce peut mesurer jusqu'à 8 cm. 
Le corps est allongé, limaciforme et la partie antérieure du pied se termine en pointe.
Le manteau est vert sombre et peut sembler noir chez certains spécimens. Cette face dorsale est parcourue de multiples lignes longitudinales  et de taches jaune moutarde à orangées.
Le bord périphérique du manteau est doté d'un liseré jaune moutarde à orangé.
Les rhinophores sont lamellés, contractiles avec une base verdâtre et les lamelles orangées.
Le bouquet branchial est également contractile avec l'extérieur des branchies orangé et l'intérieur verdâtre.

## Éthologie
Ce Tambja est benthique et diurne, se déplace à vue sans crainte d'être pris pour une proie de par la présence de glandes défensives réparties dans les tissus du corps.

## Alimentation
Tambja gabrielae se nourrit de Bryozoaires tels que les espèces du genre Bugula.

## Systématique
Le nom valide complet (avec auteur) de ce taxon est Tambja gabrielae Pola (d), Cervera (d) & Gosliner (d), 2005.

## Étymologie
Son épithète spécifique, gabrielae, lui a été donnée en l'honneur de Gabriela Pola, la nièce ainée de Marta Pola (d), le premier auteur de cette espèce.

## Publication originale
- (en) Marta Pola, J. Lucas Cervera et Terrence M. Gosliner, « Four New Species of Tambja Burn, 1962 (Nudibranchia: Polyceridae) from the Indo-Pacific », Journal of Molluscan Studies, OUP et Malacological Society of London, vol. 71, no 3,‎ 1er août 2005, p. 257-267 (ISSN 0260-1230 et 1464-3766, DOI 10.1093/MOLLUS/EYI034, lire en ligne). [2]